# OMAB-25-8N
OMAB-25-8N (ros. ОМАБ-25-8Н) – radziecka, morska bomba orientacyjno-sygnalizacyjna. Bomba ma cienkościenny korpus wypełniony mieszaniną karbidu i fosforku wapnia. Po upadku w wyniku reakcji tworzą się fosforowodór i acetylen, które ulegają samozapłonowi, a światło palących się gazów tworzy punkt orientacyjny. Bomba OMAB-25-8N stosowana jest w nocy.